# Адалберо II (Мец)
Адалберо II (на френски: Adalbéron II de Metz, на немски: Adalbero II; * ок. 958, † 14 декември 1005) от род Вигерихиди, е през 984 г. епископ на Вердюн (като Адалберо I) и от 984 до 1005 г. епископ на Мец (като Адалберо II).

## Живот
Син е на херцог Фридрих I дьо Бар (912 – 978) от Горна Лотарингия и съпругата му Беатрис Френска (939 – 987), дъщеря на френския херцог Хуго Велики от род Робертини, сестра на крал Хуго Капет. По-малкият му брат е херцог Дитрих I от Бар.
Възпитаван е в манастир Горц в Лотарингия. През 984 г. е избран за епископ на Вердюн. На 16 октомври 984 г. той е определен за епископ на Мец. Диоцезата Вердюн той оставя на роднината си Адалберо II, син на Готфрид I Пленник, граф на Вердюн.
Адалберо II помага на император Хайнрих II. Той подарява абатството Сент-Симфориан в Мец, където е погребан.
Като епископ на Мец го последва Дитрих II Люксембургски.